# جورج فيلهلم فريدريش هيغل
جورج فيلهلم فريدريش هيغل (بالألمانية: Georg Wilhelm Friedrich Hegel) (ولد 27 أغسطس 1770 — 14 نوفمبر 1831) فيلسوف ألماني ولد في شتوتغارت في المنطقة الجنوبية الغربية من ألمانيا. يعتبر هيغل أحد أهم الفلاسفة الألمان، حيث يعتبر أهم مؤسسي المثالية الألمانية في الفلسفة في أواخر القرن الثامن عشر الميلادي. طور المنهج الجدلي الذي أثبت من خلاله أن سير التاريخ والأفكار يتم بوجود الأطروحة ثم نقيضها ثم التوليف بينهما. كان هيغل آخر بناة «المشاريع الفلسفية الكبرى» في العصر الحديث. كان لفلسفته أثر عميق على معظم الفلسفات المعاصرة.

## حياته

### الطفولة والمراهقة

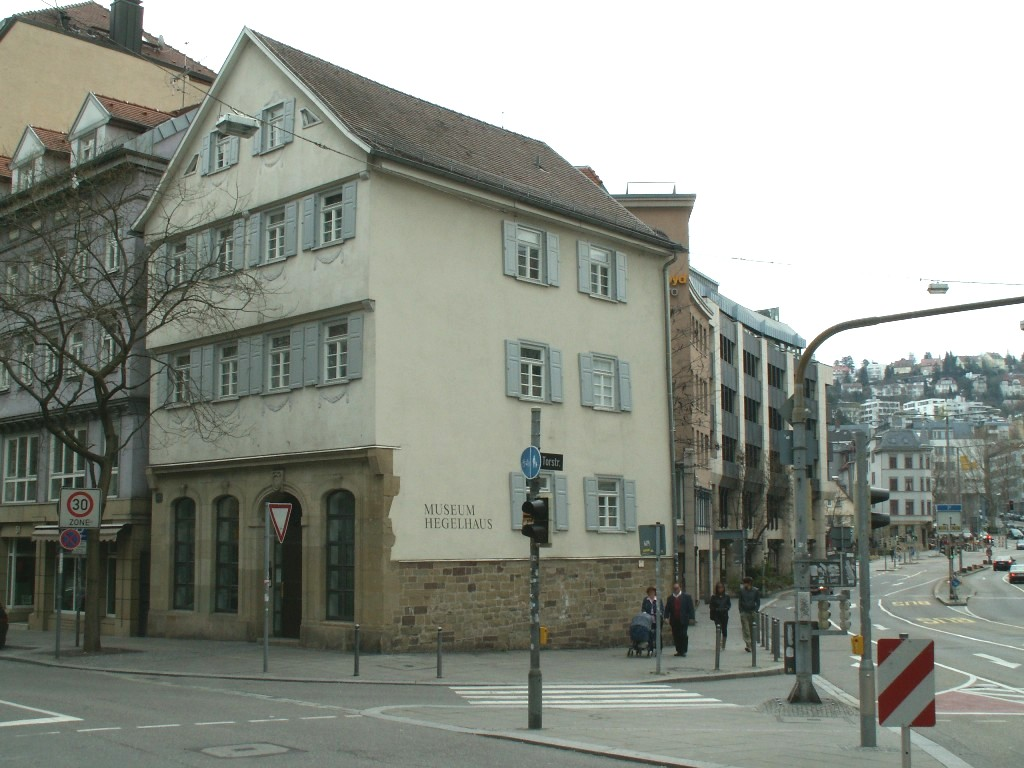
مسقط رأس هيغل في شتوتغارت، الذي أصبح الآن «متحف هيغل»

ولد بتاريخ 27 أغسطس عام 1770 لعائلة بروسية (نسبة إلى بروسيا) تنتمي إلى البورجوازية الصغيرة. كان والده موظفاً في الدولة البروسية. كانت أمه ابنة محام في المحكمة العليا. توفيت أمه بسبب حمى الضنك وهو في الثالثة عشرة. أصيب هيغل ووالده بالحمى لكنهما تعافيا منها. دخل هيغل المدرسة في سن الثالثة. وحين دخل «المدرسة اللاتينية» في سن الخامسة كان بالفعل يعرف الأبجدية اللاتينية التي سبق أن علمته أمه إياها. في سن السادسة التحق بمدرسة متقدمة في شتوتغارت. في فترة المراهقة كان هيغل قارئا نهما، وكان ينسخ مقاطع طويلة مما يقرأ. من الكتاب الذين كان يقرأ لهم: الشاعر فريدريش غوتليب كلوبشتوك وكتاب عصر التنوير مثل إفرايم ليسينغ. وكانت أطروحة هيغل للتخرج من الثانوية بعنوان «حالة ركود الفن والمعرفة في تركيا».

### كلية اللاهوت
بعد أن أنهى هيغل دراساته الثانوية في مدينته الأصلية شتوتغارت، انتقل عام 1788 إلى مدينة توبينغن (تبعد حوالي 45 كم) ودخل إلى كلية الإلاهيات الشهيرة بجامعة توبنغن. وهي الكلية التي تخرج منها مشاهير مثل: يوهانس كيبلر ومعاصرون وأصدقاء لهيغل مثل فريدرش هولدرلين وفريدريك شيلنغ وفيما بعد دافيد ستراوس. وهناك درس التاريخ وفقه اللغة الألمانية والرياضيات بصحبة صديقه «هولدرلين» الذي سيصبح شاعراً كبيراً فيما بعد، وقد نشأت بينهما صداقة حميمة وعميقة، وصديقه الآخر «شيلينغ» الذي سيصبح فيلسوفا. وكانوا يتشاركون الغرفة نفسها. لم يكن الثلاثة مرتاحين لما اعتبروه جوا متزمتا في الكلية. وكانوا يتأثرون بأفكار بعضهم البعض. كانوا جميعهم يقدرون عصر هلنستي، وكان هيغل خاصة في تلك الفترة معجبا بجان جاك روسو وإفرايم ليسينغ. تابعوا أحداث الثورة الفرنسية وكانوا متحمسين لها. كان «شيلنغ» و«وهولدرين» يستغرقان في نقاشات حول الفلسفة الكانتية وكان هيغل بمعزل عن تلك النقاشات. أراد هيغل في حينها أن يصبح «فيلسوفا شعبيا» (بالألمانية: Popularphilosoph) ومهمته أن يبسط أفكار الفلاسفة الغامضة ويجعلها متاحة للجمهور. لم يظهر هيغل اهتماما نقديا بالفلسفة الكانتية حتى عام 1800.

### العمل في برن وفراكفورت
أتم تعليمَه في كلية توبينغر شتيفت (Tübinger Stift) وحصل على الشهادة اللاهوتية. عمل هيغل مدرسا خصوصيا مدة ثلاث سنوات لدى أسرة أرستقراطية في برن. في تلك الفترة ألف كتابه الذي عرف فيما بعد باسم «حياة يسوع» وكان عنوانه الأصلي «إيجابيات الدين المسيحي». توترت علاقته بالأسرة التي كان يعمل لديها، فعرض عليه صديقه «هولدرلين» العمل مدرسا عند أسرة أخرى في فرانكفورت فانتقل عام 1797. في تلك الفترة بالذات كان لهولدرلين تأثير كبير على فكر هيغل. أثناء عمله في فرانكفورت، كتب هيغل مقالات مثل: «شذرات عن الدين والحب» و«روح المسيحية ومصيرها» ولم تنشر هذه الأعمال في حياته. ومقال آخر بعنوان «أقدم نظام للمثالية الألمانية» الذي يُعتقد أنه كتبه عام 1797، لكنه لم ينشر إلا عام 1926.

### الحياة الجامعية
عام 1801 انتقل هيغل إلى ينا (تبعد 300 كم عن فراكفورت) بتشجيع من صديقه «شيلينغ» الذي كان بروفيسورا في جامعة المدينة. عمل هيغل في الجامعة محاضرا متعاونا (بدون راتب) بعد أن قدم أطروحة دكتوراه في علم الفلك. في تلك السنة نشر هيغل كتابه الأول بعنوان «الفرق بين فخته وشيلنغ في النظام الفلسفي». كان هيغل يحاضر عن المنطق والميتافيزيقا وشارك في تقديم فصلين دراسيين مع صديقه «شيلينغ» أحدهما كان بعنوان «مقدمة عن فكرة وحدود الفلسفة الحقيقية». في عام 1802 اشترك شيلينغ وهيغل في إصدار دورية «مجلة النقد الفلسفي» واستمرت سنة واحدة حتى غادر شيلينغ إلى فورتسبورغ.
في 1805 رقت الجامعة هيغل إلى منصب بروفيسور (لكن دون راتب) بعد أن أرسل هيغل رسالة إلى وزير الثقافة وقتها يوهان فولفغانغ فون غوته احتج فيها على ترقية الجامعة لخصمه فرايز جاكوب فريدريش. كذلك حاول هيغل التوسط ليحظى بمنصب في الجامعة الناشئة جامعة هايدلبرغ لكنه لم يفلح. لسوء حظه عين خصمه «فرايز» في تلك الجامعة أستاذا دائما براتب كامل.

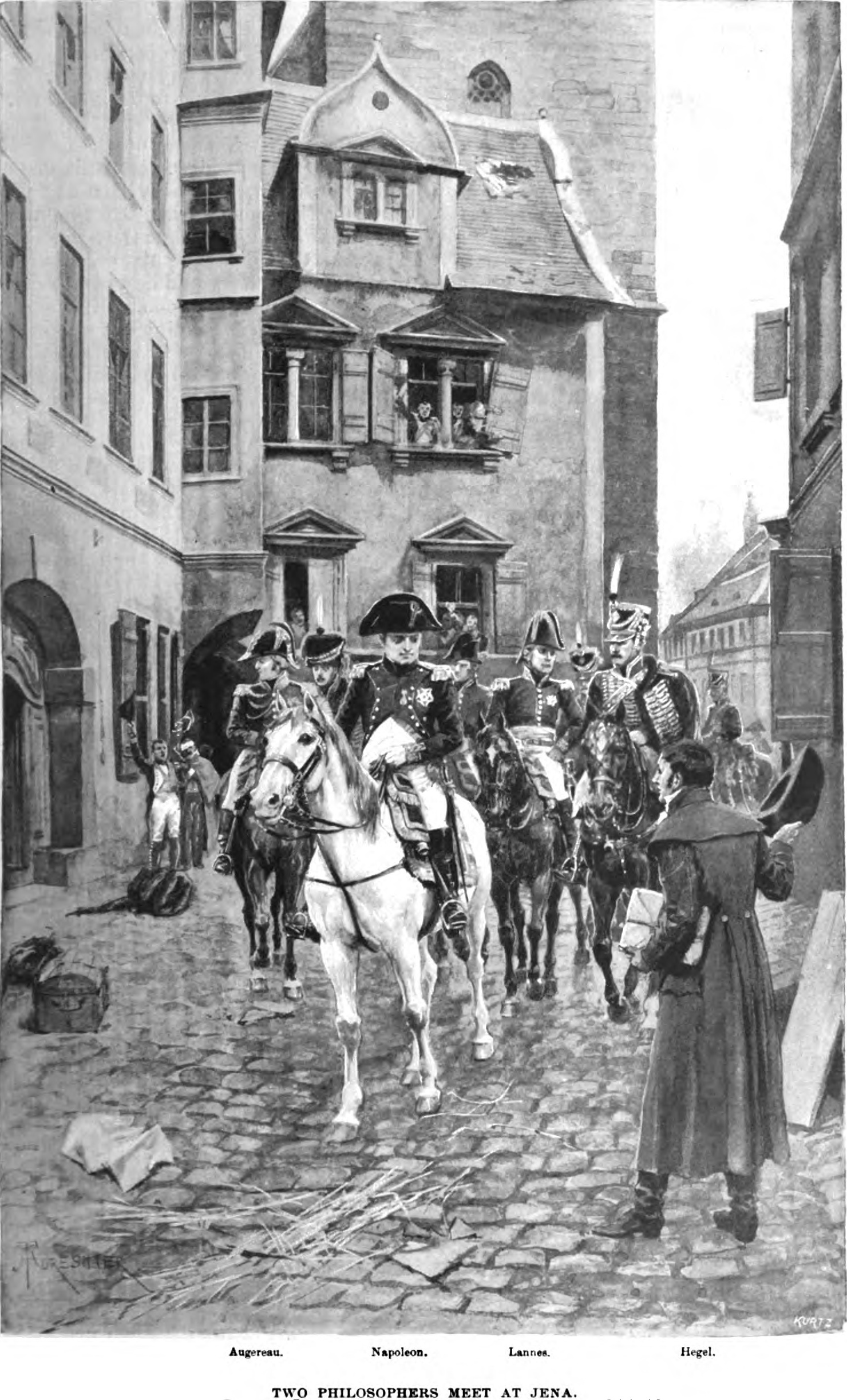
نابليون، «بطل هذا العالم على جواده» في مدينة ينا عام 1806.

ساءت أوضاع هيغل المالية، واضطر إلى الإسراع في إنجاز الكتاب الذي سيقدم فيه نظامه الفلسفي. بينما كان هيغل يضع اللمسات الأخيرة لكتابه ظواهرية الروح، غزا نابليون بروسيا في أكتوبر 1806، فيما عرف باسم «معركة جينا وأورشدت» ضمن حرب التحالف الرابع. قبل يوم من المعركة، كتب هيغل رسالة بين فيها مشاعره تجاه نابليون إلى صديقه من أيام الكلية «فريدرك نيتهامر»، قال فيها:

## فلسفته

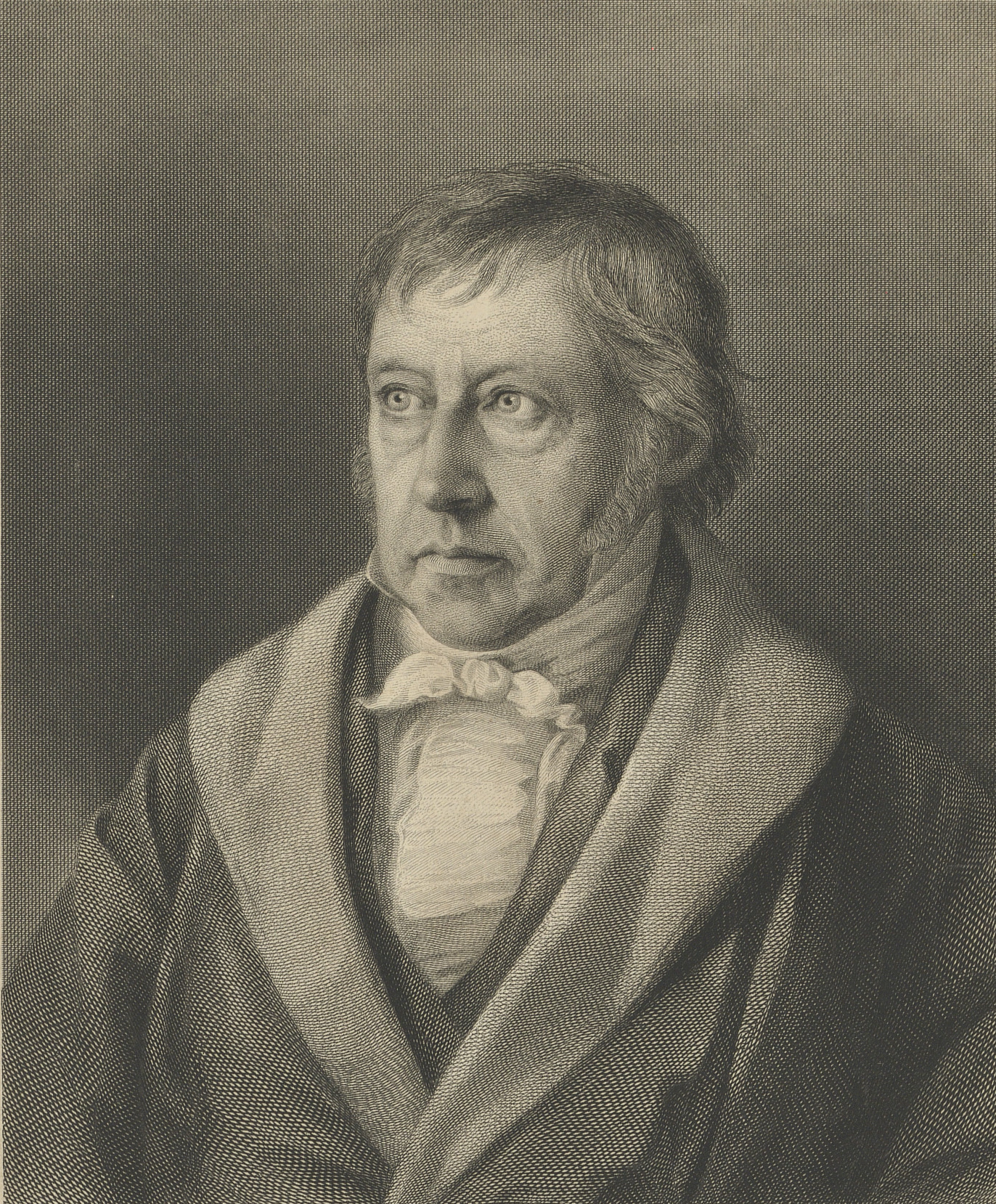
جيورج فيلهلم فريدريش هيغل

### الحرية عند هيغل
يمكن وصف فكر هيغل بأنه بناء وتطوير داخل نطاق التقاليد الأفلاطونية التي تشمل أرسطو وكانت. قد يضاف إلى هذه القائمة أيضا فلاسفة مثل برقليس، أفلوطين، ميستر إكهرت، يعقوب بوهمه، اسبينوزا، لايبنتز، روسو. ما يشترك فيه هؤلاء المفكرون وما يميزهم عن الفلاسفة الماديين مثل إبيقور والرواقيين وتوماس هوبز وعن الفلاسفة التجريبيين مثل ديفيد هيوم، أنهم يعتبرون الحرية والجبر الذاتي كلاهما حقيقي وله آثار وجودية هامة للروح أو العقل أو الإله. هذا التركيز على فكرة الحرية جعل أفلاطون يأتي بفكرة أن الروح لها وجود أسمى أو أكمل من وجود الكائنات الجامدة. رفض أرسطو نظرية أفلاطون عن عالم المثل.

### الصيرورة الجدلية
كان لكتابات يعقوب بوهمه الغامضة أثر كبير على هيغل. رأى بوهمه أن «هبوط الإنسان من الجنة» كان مرحلة أساسية في تطور الفضاء الكوني. وأن هذا التطور هو نتيجة إرادة الله لكمال الإدراك الذاتي. جذبت هيغل أعمال إسبينوزا وإيمانويل كانت وجان جاك روسو ويوهان غوته وأثرت فيه الثورة الفرنسية.
ظهرت الفلسفة الحديثة، والثقافة، والمجتمع في نظر هيغل عناصر مشحونة بالتناقضات والتوترات، كما هي الحال بالنسبة للتناقضات بين موضوعِ وذات المعرفة، بين العقلِ والطبيعة، بين الذات والآخر، بين الحرية والسلطة، بين المعرفة والإيمان، وأخيرا بين التنوير والرومانسية. كان مشروع هيغل الفلسفي الرئيسي هو أَن يأْخذ هذه التناقضاتِ والتوترات ويضعها في سياق وحدة عقلانية شاملة، ذكر ذلك في سياقاتٍ مختلفة ودعاه «الفكرة المطلقة» أَو «المعرفة المطلقة».
طبقاً لهيغل، الخاصية الرئيسية في هذه الوحدةِ أنها تتطوّرَ وتتبدى على شكل التناقض والسلب. ويكون للتناقض والإنكار طبيعة حركية دائمة في كل مجال من مجالات الحقيقة: الوعي، التاريخ، الفلسفة، الفن، الطبيعة والمجتمع. وهذه الجدلية هي ما تؤدي إلى تطويرِ أعمق حتى الوصول إلى وحدة «عقلانية» تتضمن تلك التناقضات كمراحل وأجزاء ثانوية ضمن كل تطوري أشمل. هذا الكل عقلي، لأن العقل وحده هو القادر على تفهم كُلّ هذه المراحلِ والأجزاءِ الثانوية كخطوات في عملية الإدراك. وهو «عقلاني» أيضا لأن النظام التطوري المنطقي الكامن يقبع في أساس وجوهر كل نطاقات الواقع والوجود، وهو ما يشكل نظام التفكير العقلاني.

### الوعي
اعتبرت الفلسفة الهيغلية أن الميزة الأساسية للإنسان هي «الوعي بالذات». وأن هذه السمة «تجعله قادرا على الارتداد إلى ذاته، وهي نفسها جوهر الفكر الذي يعني الانعكاس أو الارتداد». استعمل هيجل مفهوم «الوعي» لتأسيس فلسفة شمولية للتاريخ الذي هو المنتوج الأهم للعقل الإنساني. وبناء على ذلك فإن تاريخ العالم -من وجهة نظر هيجل- هو صراع من جانب الروح لتصل إلى مرحلة الوعي الذاتي وهي المرحلة التي تكون فيها حرة عندما تسيطر على العالم. وقد وضح هيجل نظريته في فلسفة التاريخ في كتاب «محاضرات في فلسفة التاريخ» الذي جمع ونشر بعد وفاته.
فلسفته ما هي إلا تعبير عن الكون المطلق (العقل المطلق)، عن نفي النفي والتكامل بين الأضداد. تقوم فلسفة هيغل المثالية على اعتبار الوعي سابقاً للمادة، بينما تقوم النظرية الماركسية على اعتبار أن المادة سابقة للوعي على اعتبار أن المادة هي من تحدد مدارك الوعي وبالتالي يتطور الوعي بتطور المادة المحيطة بالإنسان. فماركس يقول في كتابه مساهمة في نقد الاقتصاد السياسي: «ليس وعي الناس هو الذي يحدد وجودهم، إنما وجودهم الاجتماعي هو الذي يحدد وعيهم». كان ماركس الشاب أحد رواد حلقات عصبة الهيجيليين ثم انشق عنها مؤلفا فلسفته الخاصة به.

[وفقًا لِمَن؟]، لأنها تفترض -على المطلق- بأن الوعي هو انعكاس كامل عن المادة، كما يقول ماركس في رأس المال: «عند هيغل حركة الفكر أو الفكرة هي مبدعة الواقع، هذا الواقع لا يعدو كونه الشكل الظاهري للفكرة. وعندي على عكس ذلك، إن حركة الفكر ليست سوى انعكاس الحركة الحقيقية». ولكن إذا سألنا أنفسنا عن ماهية المادة التي أعطت الوعي بعض المفاهيم المثالية كالحق والعدالة والرحمة فإنه لن تكون هناك أية مواد مزودة للوعي الإنساني لتلك المفاهيم، ويرى هيجل أنه لا المادة ولا الوعي البشري يمكن اعتبارها أولية. هناك حقائق مطلقة في هذا الكون كما أسماها هيجل -على المجاز- يعمل العقل البشري بكل من المادة والوعي ضمن علاقة مركبة بينهما (نتيجة لتطور سابق لجوهر أولي مطلق) على اكتشاف تلك الحقائق والنواميس التي تجتاز في حقيقتها وماهيتها حدود المادة القاصرة نفسها على تفسير مثل تلك الظواهر إذا ما حاولنا فهمها بمادية مجردة. قد يمتد هذا الفهم إلى الميتافيزيق نفسه[بحاجة لمصدر]، وهو ما أنكره ماركس تحت مسمى الدين أفيون الشعوب و«زفرة العقول البائسة».
لقد رأى هيجل ان الوصول إلى الوعي من المادة مستحيل، كما يرى الماديون. كما أن استخلاص المادة من الوعي، كما تقول الأديان، مستحيل بدروه. لذا نظر إلى الوعي بوصفه نتيجة للتطور السابق لجوهر أولي مطلق لا يشكل وحدة مطلقة للذاتي والموضوعي دون أي تمايز بينهما. وعليه فالوحدة الأولية التي تشكل الأساس الجوهري للعالم هي وحدة الوجود والفكر. حيث يتمايز الذاتي والموضوعي، فكريا فقط.

### المنطق
لقد ميز هيغل بين ثلاث مفاهيم مبينا التداخل والانفصال فيها: الحقيقة، والوجود، والوجود الفعلي.
لقد أيد هيجل في نقاشه لمقولة أفلاطون تلك أن هناك انفصالا بين الحسي والعقلي ولكنه ليس انفصالا مطلقا، بل علاقة متداخلة. وأن المعرفة بكليتها ناتجة عن تلك العلاقة المتداخلة بين الحسي والعقلي. ومن هذا الأساس الجدلي نشأت فكرته عن الوحدة المطلقة بين الفكر والوجود وشكلت الأساس الذي قامت عليه فلسفته برمتها.
لقد نص هيجل على أن الوحدة يجب أن تكون شاملة على كل شيء سلبا وإيجابا. وأن الحقيقة هي محور الفلسفة الهيجلية وجل فحواها.

## التناقض والتعقيد
يقول هيجل عن فلسفته أنها احتوت الفلسفات السابقة جميعا. فهو امتداد وليس نشوء جديدا، بل هو تفسير لما اراد من سبقه من الفلاسفة أن يقوله ولم تسعفهم التجربة الإنسانية في الاستدلال أو الإيضاح. يقول الفيلسوف الإسكتلندي «وليم ولاس» في ذلك: «إن مايريد هيجل أن يقوله ليس جديدا ولا هو مذهب خاص، إنما هو فلسفة كلية عامة تتداولها الأجيال من عصر إلى عصر، تارة بشكل واسع، وتارة بشكل ضيق، ولكن جوهرها ظل هو هو لم يتغير؛ وقد ظلت على وعي بدوام بقائها وفخورة باتحادها مع فلسفة أفلاطون وأرسطو».
كتب هيجل بعض كتبه خصيصا للمتخصصين في الفلسفة. لكن كتابه «موسوعة العلوم الفلسفية» كان موجها لغير المتخصصين وقدمه ككتاب جامعي. رغم ذلك فهيجل كان يفترض في قُرّائهِ أنهم على إلمام جيد بالفلسفة الغربية، وخاصة فكر أرسطو وإيمانويل كانت، وخليفتي كانت: يوهان فخته وفريدريك شيلنغ. أما أولئك الذين ليست لديهم خلفية جيدة عن تلك الفلسفات، فحري بهم الرجوع لتلك المقدمات والكتب العامة عن فكر هيجل قبل الشروع في قراءة كتبه. مشكلة أخرى تعترض قراء هيجل، ألا وهي الترجمة. بل إن هيجل نفسه زعم في كتابه «علم المنطق» أن اللغة الألمانية بحد ذاتها هي لغة الفلسفة.

## وفاته
في شهر أغسطس من عام 1831 اجتاحت الكوليرا برلين فغادر هيجل المدينة إلى مكان قريب يدعى «كروزبرغ» وسكن هناك مؤقتا. ساءت حالته الصحية وكان نادرا ما يخرج من مسكنه. بدأ العام الدراسي الجديد في أكتوبر، فعاد هيجل إلى برلين، وكان يظن أن وباء الكوليرا قد اختفى من المدينة. وفي 14 نوفمبر عام 1831 مات هيغل بمرض الكوليرا. أما كتبه عن الجماليات وفلسفة الدين وفلسفة التاريخ فلم تنشر إلا بعد موته. يذكر أن آخر كلمات قالها قبل وفاته: «وهو لم يفهمني» ثم فارق الحياة. إنفاذا لوصيته دفن هيجل -في 16 نوفمبر- في مقبرة «دورتنشتات» وسط برلين، بجانب قبري الفيلسوفين الألمانيين يوهان غوتليب فيشته و «كارل فيلهلم فرديناند سولجر».
وكان ابن هيجل «لودفيغ فيشر» قد مات قبله بقليل أثناء الخدمة مع الجيش الهولندي في جاكرتا، لكن أخبار موت الابن لم تصل إلى هيجل الأب قط. في أول السنة اللاحقة انتحرت أخت هيجل «كرستين» غرقا. تبقى من أسرة هيجل ابنان هما «كارل» الذي أصبح مؤرخا و«إمانويل» الذي اختار طريقا دينيا. عاش الابنان ردحا طويلا وحافظا على تراث والدهما عن طريق نشر كتبه.

## جدول أعمال هيغل المنشورة في حياته (بالألمانية الأصلية والعربية)
| # | العنوان (ألماني)                                              | العنوان (عربي)                      | سنة النشر | ملاحظات                                              |
| - | ------------------------------------------------------------- | ----------------------------------- | --------- | ---------------------------------------------------- |
| 1 | Phänomenologie des Geistes                                    | ظاهراتية الروح                      | 1807      | أول عمل فلسفي رئيسي له.                              |
| 2 | Wissenschaft der Logik (Bd. I)                                | علم المنطق (الجزء الأول)            | 1812      | الجزء الأول: المنطق الموضوعي (الوجود).               |
| 3 | Wissenschaft der Logik (Bd. II)                               | علم المنطق (الجزء الثاني)           | 1813      | الجزء الثاني: الجوهر.                                |
| 4 | Wissenschaft der Logik (Bd. III)                              | علم المنطق (الجزء الثالث)           | 1816      | الجزء الثالث: المفهوم.                               |
| 5 | Enzyklopädie der philosophischen Wissenschaften im Grundrisse | موسوعة العلوم الفلسفية              | 1817      | الطبعة الأولى، شاملة للمنطق، الطبيعة، والروح.        |
| 6 | Grundlinien der Philosophie des Rechts                        | أصول فلسفة الحق                     | 1820      | أهم أعماله السياسية، يُعرف بـ Philosophie des Rechts. |
| 7 | Enzyklopädie (2nd edition)                                    | موسوعة العلوم الفلسفية (طبعة ثانية) | 1827      | مراجعة وتوسعة للطبعة الأولى.                         |
| 8 | Enzyklopädie (3rd edition)                                    | موسوعة العلوم الفلسفية (طبعة ثالثة) | 1830      | آخر نسخة نقّحها هيغل بنفسه.                           |

## أعماله المترجمة
ترك هيغل ما يربو على عشرين مجلدا نشرت بالألمانية عدة مرات، وتُرجم معظمها إلى عدة لغات، من بينها العربية التي نقل إليها بعض أعماله:
| العنوان                                    | المترجم              | الناشر                                 |
| ------------------------------------------ | -------------------- | -------------------------------------- |
| المدخل إلى علم الجمال: فكرة الجمال         | جورج طرابيشي         | دار الطليعة، 1978                      |
| علم ظهور العقل                             | مصطفى صفوان          | دار الطليعة، 1980                      |
| فنومينولوجيا الروح                         | ناجي العونلّي         | المنظمة العربية للترجمة، 2006          |
| محاضرات في تاريخ الفلسفة                   | خليل أحمد خليل       | المؤسسة الجامعية للدراسات والنشر، 1986 |
| موسوعة العلوم الفلسفية                     | إمام عبد الفتاح إمام | دار التنوير                            |
| أصول فلسفة الحق                            | إمام عبد الفتاح إمام | دار التنوير                            |
| محاضرات في فلسفة التاريخ: العقل في التاريخ | إمام عبد الفتاح إمام | دار التنوير                            |

## مزيد من الاطلاع
بالعربية
- مدخل إلى الفلسفة، هادي فضل الله، دار المواسم، بيروت –لبنان، 2002.
- الإنسان والله، المطران كوركيس كرمو، مؤسسة أورنيت، مشيغان-الولايات المتحدة، 1987.
- قصة الفلسفة، ويل ديورانت، مكتبة المعارف، بيروت–لبنان، 1970.
- هيجل وكتابات الشباب، أنطون حميد الموراني، دار الطليعة، بيروت–لبنان، 2003.
- محاضرات في فلسفة التاريخ، المجلد الثاني: العالم الشرقي، د. إمام عبد الفتاح إمام، مكتبة الفقيه، بيروت-لبنان.

بالإنجليزية
- History of Western Philosophy، بيرتراند راسل، منشورات (Allen & Unwin)، عام 1946.
- Philosophy of 100 Essential Thinkers، فيليب ستوكس، منشورات (Arcturus Publishing بلندن) عام 2005.

## وصلات خارجية
- جورج فيلهلم فريدريش هيغل على موقع الموسوعة البريطانية (الإنجليزية)
- جورج فيلهلم فريدريش هيغل على موقع ميوزك برينز (الإنجليزية)
- جورج فيلهلم فريدريش هيغل على موقع إن إن دي بي (الإنجليزية)
- أعمال جورج فيلهلم فريدريش هيغل في ليبري فوكس
- جورج فيلهلم فريدريش هيغل  على موسوعة ستانفورد للفلسفة